# Палеокастро
Палеокастро (грч. Παλαιόκαστρο) је насељено место у општини Полигирос у периферији Средишња Македонија, Грчка. Према попису из 2021. године било је 35 становника.
Према бугарском географу и историчару, Василу Канчову, у Палеокастру је 1900. године живело 225 Грка. Мештани Палеокастра су шездесетих година подигли ново насеље Дијаставроси Палеокастру, где се већина њих преселила. Село се раније звало Кајаџик.